# Wojtek Krakowiak
Wojciech Krakowiak (Kielce (Polen), 6 augustus 1976) is een gepensioneerde Amerikaanse voetballer. Krakowiak speelde als middenvelder op een professioneel niveau in de Major League Soccer. Hij was ook de tweede assistent-coach aan de Universiteit van Wisconsin - Green Bay voor het damesvoetbalteam, maar werd van deze functie ontheven in het jaar 2019. Momenteel is de man technisch directeur voor United Hurricane's in Howard, Wisconsin.

## Carrière als speler

### Jeugd
Krakowiak werd geboren in Kielce, Polen. Hij verhuisde in 1993 met zijn gezin naar Clifton, New Jersey, en werd in maart 2000 Amerikaans staatsburger Hij studeerde in 1995 af aan de Clifton High School en is lid van de Clifton High School Hall of Fame. Tijdens zijn twee seizoenen bij Clifton scoorde hij negenenzeventig doelpunten, een schoolrecord. In de herfst van 1995 ging hij naar de St. John's University, waar een gescheurde voorste kruisband hem ertoe bracht zijn eerstejaarsseizoen opnieuw te doen. Amerikanen noemen dit ook wel het principe van het "redshirt". In 1996 maakte hij deel uit van het Red Storm-team dat het NCAA Men's Division I Soccer Championship won. Hij stapte over naar Clemson University voor zijn juniorseizoen, waar hij eenendertig doelpunten scoorde en acht assists toevoegde. Dat jaar werd hij geselecteerd als All-American en won hij de Hermann Trophy.

### Professionele Carrière
Krakowiak verliet Clemson aan het einde van het seizoen en verhuisde naar Europa, waar hij try-outs deed met teams in België en Duitsland. Op 7 februari 1999 selecteerde de San Jose Clash Krakowiak in de tweede ronde (vijftiende algemeen) in de MLS College Draft van 1999. Krakowiak was zo laag in de draft gezakt vanwege zijn streven naar een Europese carrière. Hij keerde in de zomer van 1999 terug naar de Verenigde Staten om te trainen bij de Clash, maar tekende niet bij hen voordat hij terugkeerde naar Europa om in de Duitse derde divisie te spelen. Hij speelde ook drie wedstrijden met de Charleston Battery van de USL A-League in augustus 1999 In februari 2000 tekende hij bij de San Jose Earthquakes. Op 25 maart 2000 maakte hij zijn debuut in de MLS in een wedstrijd tegen Columbus Crew die eindigde in een 1-2 nederlaag. Zijn eerste doelpunt scoorde hij op 17 juni in een wedstrijd tegen Miami Fusion FC. Hij speelde twee seizoenen in San Jose voordat hij op 12 juni 2001 werd "gewaived". In die twee seizoenen zat ook nog een uitleenbeurt aan de Poolse ploeg Lech Poznań die op dat moment in de tweede klasse speelde.  De Tampa Bay Mutiny contracteerde hem op 30 juni 2001. Hij speelde 75 minuten in een uitwedstrijd tegen de Kansas City Wizards, maar werd op 20 juli 2001 gewaived om plaats te maken voor Danny Pena. In 2003 en 2004 speelde hij voor de New Jersey Stallions in de Premier Development League.

## Carrière als coach
Krakowiak coachte de meisjesvoetbalteams van de Kent Place School en de jongens van de Wayne Valley High School. In 2006 was Krakowiak assistent-coach bij het herenvoetbalteam Rutgers-Newark. In november 2007 verhief de school Krakowiak tot hoofdcoach van het damesvoetbalteam. In 2010 was hij assistent-voetbalcoach van het damesteam van Montana State University Billings. Nadat hij het team had helpen leiden naar hun allereerste NCAA-optreden, werd hij gepromoveerd tot hoofdtrainer. Het seizoen 2016 was Krakowiaks laatste bij Montana State University Billings. Krakowiak coacht momenteel bij North Carolina FC Youth (2019), waar hij van plan is met pensioen te gaan.